# Bobby Allison

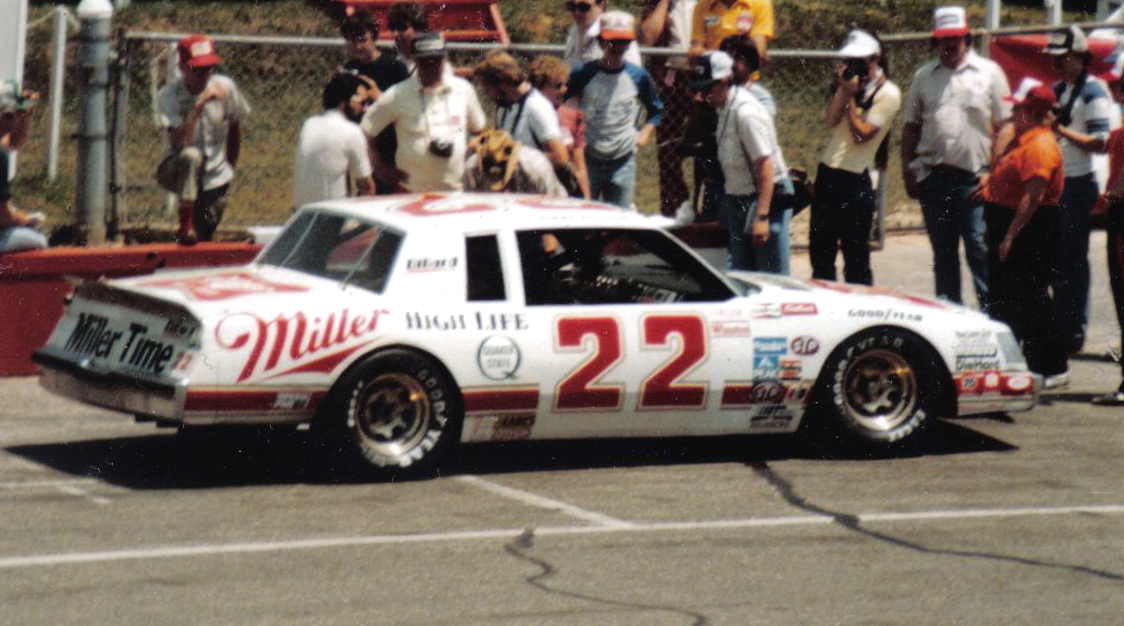
Carro de Bobby Allison na NASCAR em 1983.

Robert Arthur "Bobby" Allison (Miami, 3 de dezembro de 1937 – Mooresville, 9 de novembro de 2024) foi um automobilista estadunidense da NASCAR, campeão da categoria em 1983.

## Morte
Allison morreu em 9 de novembro de 2024, aos 86 anos, em Mooresville.